# Amangbeu
Amangbeu est un village de la sous-préfecture de Rubino dans le département d'Agboville en Côte d'Ivoire,. Cette localité rarule est située dans la région d'Agnéby-Tiassa.